# Raymond Lory
Pour les articles homonymes, voir Lory.
Raymond Lory, né le 17 août 1926 à Joué-lès-Tours (Indre-et-Loire) et mort le 28 janvier 2018 à Bordeaux,, est un homme politique français.

## Biographie
Raymond Lory est le fils de Lucien Lory et de Georgette Cartier.
Maire de Joué-lès-Tours de 1956 à 1995, Raymond Lory a accompagné le développement et la transformation de la ville qui a vu sa population passer de 6 500 habitants à 36 000 (soit la deuxième agglomération d'Indre-et-Loire) entre le début et la fin de son mandat.
Ancien député d'Indre-et-Loire, il fut à l'origine de l'installation de Michelin à Joué-les-Tours, coup d'envoi du développement de la ville.

## Détail des fonctions et des mandats
Mandat parlementaire
- 16 mars 1986 - 14 mai 1988 : député d'Indre-et-Loire